# Justus van Gent
Justus van Gent ali Joos van Wassenhove (tudi: Justus ali Jodocus iz Genta ali Giusto da Guanto) (ok. 1410 - ok. 1480) je bil staronizozemski slikar, ki se je po šolanju in delu v Flandriji preselil v Italijo, kjer je delal urbinskega vojvodo Federica da Montefeltra. Umetnik je znan po svojih verskih kompozicijah, izvedenih v zgodnjem nizozemskem idiomu in seriji portretov slavnih mož, ki kažejo vpliv zgodnjeitalijanskega renesančnega slikarstva.

## Življenje
O zgodnjem življenju Joosa van Wassenhoveja je zelo malo znanega. Domneva se, da je umetnik, ki sta ga Vasari in Guicciardini imenovala Giusto da Guanto (tj. 'Justus iz Genta'), slikar Joos van Wassenhove, ki je leta 1460 postal član antwerpenskega ceha sv. Luke in svobodni mojster v gentskem slikarskem cehu leta 1464. Medtem ko je bil v Gentu, je jamčil za Huga van der Goesa, Sandersa Beninga in Agnes van den Bossche, ko so vstopili v lokalni slikarski ceh. Zdi se, da je Van Wassenhove užival mednarodni ugled, saj je v letih 1467–68 prejel plačilo za izdelavo 40 papeževih grbov. Van Wassenhove je potoval v Rim okoli leta 1470.
Med letoma 1473 in 1475 je dokumentiran v Urbinu, kjer je vodil delavnico. Bil je eden od dvornih slikarjev vojvode Federica da Montefeltra, vodilnega politika in umetniškega pokrovitelja italijanske renesanse. Da Montefeltro mu je dal naročilo za Obhajilo apostolov, naslikano za bratovščino Corpus Domini v Urbinu med letoma 1472 in 1474. Portret da Montefeltra (z zlomljenim nosom v profilu) v družbi s Caterino Zenom, perzijskim odposlancem na dvoru v Urbinu, je vključena v sliko. Van Wassenhove je sodeloval pri dekoraciji vojvodskih rezidenc v Urbinu in Gubbiu. Sem je bilo vključeno naročilo za portretno serijo Uomini famosi (Slavni možje) za studiolo da Montefeltra (danes v muzeju Louvre, Pariz in Galleria Nazionale, Urbino). Umrl je okoli leta 1480.

## Delo
Ohranjeni sta dve deli iz časa, ko je bil v Italiji: monumentalni Oltar Križanje ali Triptih Kalvarija (v stolnici sv. Bava v Gentu) in Pobožnost kraljev (Metropolitanski muzej umetnosti, New York). Slednja slika je bila verjetno naročena za samostan blizu Burgosa v Španiji. Iz tega razloga je bila slika naslikana na platno, da jo je bilo mogoče zviti za lažji prevoz. Zdi se, da odrski prostor in razporeditev glavnih figur v dveh vzporednih diagonalnih črtah kažeta na navdih gledaliških ponovitev zgodbe o Epifaniji. Za obe zgodnji sliki je značilna monumentalnost. Obrazne poteze figur in barvni spekter so tesno povezane z opusom Huga van der Goesa. Mojstra sta verjetno sodelovala, preden je Van Wassenhove odšel v Rim. Obstaja tudi povezava z delom Dierica Boutsa.
Obhajilo apostolov (imenovano tudi Institucija evharistije, včasih imenovana tudi Zadnja večerja) za bratovščino Corpus Domini v Urbinu prikazuje nekaj prilagoditev z značilnega nizozemskega visokega očišča in dekorativno urejene površine Triptiha Kalvarija. Van Wassenhove je povečal tudi velikost slik glede na slikovni prostor. Delo omenja Dieric Bouts Mučeništvo sv. Erazma v liku perzijskega odposlanca. Vsa druga dela, pripisana Joosu van Wassenhoveju, je naslikal po naročilu Federica da Montefeltra. V razširjeni različici Obhajila apostolov je zlahka razvidno, da je Jezus Kristus upodobljen s svetlobnimi žarki, ki izvirajo iz njegove glave, in je prav tako obkrožen s krožno avreolo, ki predstavlja svetniški sij.
Serija od 28 portretov Znanih mož, ki še vedno obstajajo in so del zbirk Louvra in Galleria Nazionale delle Marche v Urbinu, je pripisana Joosu van Wassenhoveju. Argumentov za takšno pripisovanje je veliko. Zdi se, da je slike ustvaril slikar, utemeljen v nizozemski tehniki, na katerega je močno vplivalo italijansko slikarstvo. Poleg tega v svoji biografiji Federica da Montefeltra njegov nekdanji knjižničar Vespasiano da Bisticci potrjuje, da je van Wassenhove naredil serijo 28 portretov znanih mož. Tehnološki pregled slavnih mož je razkril podobnosti teh del z drugim pomembnim prejšnjim naročilom, ki ga je Van Wassenhove dokončal za vojvodo v Urbinu, to je Obhajilo apostolov. Underdrawing je pokazal, da med temi deli obstaja slogovna kontinuiteta. Pregled je razkril tudi številne spremembe v sestavi in izvedbi, ki lahko kažejo na predelavo drugega umetnika. Pripisovanje nekaterih ali vseh del serije Znani možje Van Wassenhoveu ni prejelo soglasne podpore. Za avtorja serije so bili predlagani različni drugi umetniki, od katerih je španski slikar Pedro Berruguete dobil najmočnejšo podporo. Primer Berruguete temelji na različnih argumentih, vključno z omembo pittore Pietro Spagnuolo v Urbinu leta 1477, sklicevanje na Znane može Pabla de Cespedesa iz leta 1604, kar bi lahko šteli za pripis Berrugueteju (čeprav je Cespedes posebej izjavil, da jih je naslikal španski slikar (razen Berruguete), upodobitev knjige v španskem jeziku na sliki v seriji in slogovne podobnosti s kasnejšimi deli Berrugueteja. Čeprav je vprašanje atribucije še vedno nerešeno, so znane slike tega španskega umetnika po slogu in tehniki slabše od tistih v seriji Znani možje in verjetno niso delo istega umetnika. Druga hipoteza je, da je bilo delo izvedeno v sodelovanju delavnice Van Wassenhoveja v Urbinu, v kateri je Berruguete morda delal kot sodelavec.
Joosu van Wassenhoveju pripisujejo še dve sliki iz serije o svobodni umetnosti: Glasba in Retorika (obe v Narodni galeriji v Londonu). Med drugo svetovno vojno sta bili uničeni še dve sliki iz te serije.